# Micro-foncier
Le micro-foncier est un dispositif fiscal français pour les revenus fonciers issus de la location vide (non meublée). Il a pour objectif de simplifier les obligations déclaratives pour les revenus fonciers de faible montant. Le dispositif est décrit à l'article 32 du code général des impôts (CGI).

## Principe
Le régime micro-foncier s'applique de plein droit aux contribuables dont le revenu brut foncier (hors charges) issu de la location vide n'excède pas 15 000 € pour l'année d'imposition. En plus des loyers provenant de biens immobiliers en direct, le revenu brut foncier tient compte des revenus de parts sociales de SCI ou SCPI (s'il n'y a pas de biens immobiliers détenus en direct, les revenus de parts sociales ne suffisent pas à eux seuls pour appliquer ce dispositif fiscal). Le régime micro-foncier ouvre droit à un abattement forfaitaire de 30 % des loyers déclarés, représentatif des charges. La déclaration est faite sur le formulaire no 2042 de la déclaration des revenus fonciers.
Pour certains biens le régime micro-foncier ne s'applique pas. C'est notamment le cas pour les monuments historiques ou assimilés, les biens bénéficiant de la loi Malraux ancien ou des dispositifs Périssol, Besson (neuf et ancien), Borloo (neuf et ancien) ou Robien (classique, recentré et ZRR).
Les contribuables placés sous le régime micro-foncier peuvent opter pour le régime réel, consistant à déduire les charges réelles. L'option est irrévocable pour une durée de trois ans.